# یوهیمبن
یوهیمبن (به انگلیسی: Yohimban) یک ترکیب شیمیایی با شناسه پاب‌کم ۲۷۸۳۱۶ است.